# 広島県立音戸高等学校

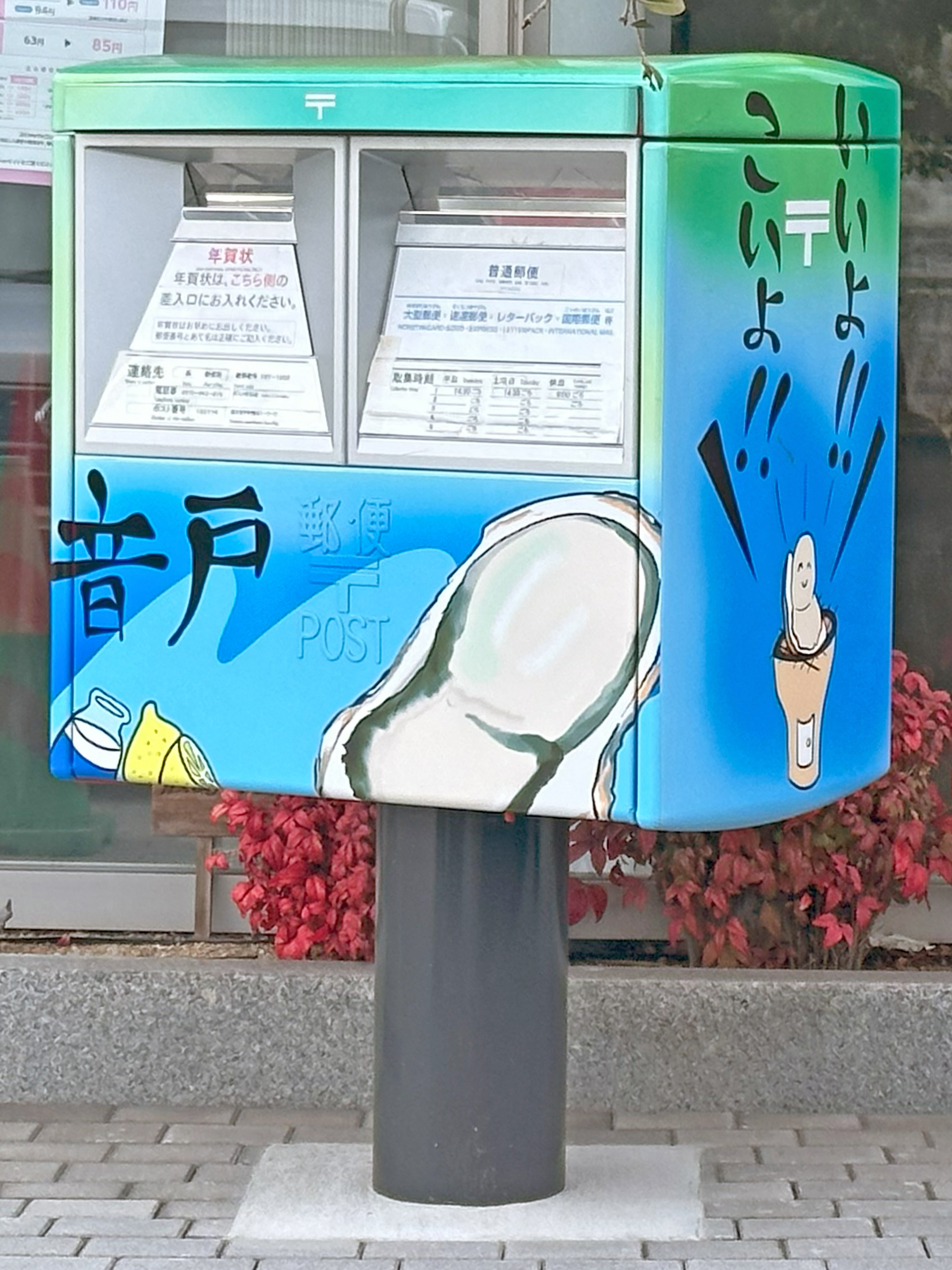
生徒がデザインしたラッピングポスト

広島県立音戸高等学校（ひろしまけんりつおんどこうとうがっこう）は、広島県呉市に所在する公立高等学校。

## 沿革
- 1940年 - 広島県安芸郡音戸町立音戸実科女学校として設立
- 1944年 - 広島県安芸郡音戸町立音戸高等女学校と改称
- 1948年 - 学制改革と広島県への移管に伴い広島県音戸高等学校と改称
- 1952年 - 倉橋西分校を開校
- 1953年 - 倉橋東分校を開校
- 1956年 - 分校を統合し倉橋分校とする
- 1968年 - 広島県立音戸高等学校と改称
- 1975年 - 倉橋分校が広島県立倉橋高等学校として分離独立
- 2004年 - 定時制廃止
- 2006年 - 広島県立倉橋高等学校を統合